# Remicourt (Vosges)
Remicourt és un municipi francès, situat al departament dels Vosges i a la regió del Gran Est. L'any 2007 tenia 77 habitants.

## Demografia

### Població
El 2007 la població de fet de Remicourt era de 77 persones. Hi havia 28 famílies, de les quals 8 eren unipersonals (4 homes vivint sols i 4 dones vivint soles), 8 parelles sense fills i 12 parelles amb fills.
La població ha evolucionat segons el següent gràfic:
Habitants censats

### Habitatges
El 2007 hi havia 34 habitatges, 31 eren l'habitatge principal de la família, 1 era una segona residència i 2 estaven desocupats. 32 eren cases i 2 eren apartaments. Dels 31 habitatges principals, 23 estaven ocupats pels seus propietaris, 7 estaven llogats i ocupats pels llogaters i 1 estava cedit a títol gratuït; 1 tenia dues cambres, 7 en tenien tres, 7 en tenien quatre i 16 en tenien cinc o més. 22 habitatges disposaven pel capbaix d'una plaça de pàrquing. A 13 habitatges hi havia un automòbil i a 13 n'hi havia dos o més.

### Piràmide de població
La piràmide de població per edats i sexe el 2009 era:
| Homes | Edats   | Dones |
| ----- | ------- | ----- |
| 0     | 95 o +  | 0     |
| 0     | 90 a 94 | 0     |
| 2     | 85 a 89 | 1     |
| 1     | 80 a 84 | 2     |
| 2     | 75 a 79 | 2     |
| 0     | 70 a 74 | 0     |
| 0     | 65 a 69 | 2     |
| 2     | 60 a 64 | 2     |
| 0     | 55 a 59 | 0     |
| 4     | 50 a 54 | 4     |
| 2     | 45 a 49 | 0     |
| 0     | 40 a 44 | 1     |
| 3     | 35 a 39 | 2     |
| 3     | 30 a 34 | 3     |
| 3     | 25 a 29 | 2     |
| 0     | 20 a 24 | 2     |
| 1     | 15 a 19 | 4     |
| 1     | 10 a 14 | 2     |
| 0     | 5 a 9   | 4     |
| 5     | 0 a 4   | 1     |

## Economia
El 2007 la població en edat de treballar era de 48 persones, 39 eren actives i 9 eren inactives. De les 39 persones actives 30 estaven ocupades (18 homes i 12 dones) i 9 estaven aturades (3 homes i 6 dones). De les 9 persones inactives 3 estaven jubilades, 4 estaven estudiant i 2 estaven classificades com a «altres inactius».
Activitats econòmiques
L'any 2000 a Remicourt hi havia 4 explotacions agrícoles que ocupaven un total de 576 hectàrees.

## Fills il·lustres
- François Bopurgeois (1723 - 1792) jesuïta, missioner a la Xina.

## Poblacions més properes
El següent diagrama mostra les poblacions més properes.